# Ору (волость)
О́ру (ест. Oru vald) — колишня волость в Естонії, у складі повіту Ляенемаа.

## Назва
- Ору (ест. Oru vald) — сучасна естонська назва.
- Орренгоф (нім. Orrenhof) — історична німецька назва.

## Географія
Площа волості — 197,8 км2, чисельність населення на 1 січня 2013 року становила 849 осіб.

## Населені пункти
Адміністративний центр — село Ліннамяе.
До складу волості входили 15 сіл (ест. küla):
Ауасте (Auaste), Ведра (Vedra), Інґкюла (Ingküla), Кеедіка (Keedika), Кярбла (Kärbla), Ліннамяе (Linnamäe), Мийзакюла (Mõisaküla), Нійбі (Niibi), Ору (Oru), Салайие (Salajõe), Саунья (Saunja), Сельякюла (Seljaküla), Соолу (Soolu), Ууґла (Uugla), Ялуксе (Jalukse).

## Історія
До 1992 року волость мала назву Ліннамяе (Linnamäe vald). 30 квітня 1992 року була перейменована на Ору.
27 жовтня 2013 року волость Ору була об'єднана з волостями Рісті й Таебла, утворивши новий сільський муніципалітет — волость Ляене-Ніґула.